# Trinchesia pupillae
Trinchesia pupillae is een slakkensoort uit de familie van de Trinchesiidae. De wetenschappelijke naam van de soort is voor het eerst geldig gepubliceerd in 1961 door Baba.